# La Palestina
La Palestina es una localidad situada en el departamento General San Martín, provincia de Córdoba, Argentina.
Se encuentra situada a pocos kilómetros de la ruta provincial N.º 6, sobre un camino vecinal.
Dista de la Ciudad de Córdoba en 205 km, aproximadamente.
La fiesta patronal se celebra el día 7 de octubre.

## Economía
La principal actividad económica es la agricultura seguida por ganadería, siendo los principales cultivos la soja y el maíz.
La producción láctea.
Existen en la localidad un dispensario, jardín de infantes, una escuela primaria, una escuela secundaria, un puesto policial y un edificio municipal en el cual se efectúan gran parte de las funciones administrativas.
Su cooperativa se encarga de brindar servicios públicos de agua, electricidad, Internet, etc., en la localidad.

## Geografía

### Población
Cuenta con 627 habitantes (Indec, 2022), lo que representa un incremento del 20% frente a los 502 habitantes (Indec, 2010) del censo anterior.
| Gráfica de evolución demográfica de La Palestina entre 1991 y 2022 |
|                                                                    |
| Fuente: Censos nacionales del INDEC                                |

### Clima
El clima es templado con estación seca, registrándose una temperatura media anual de 25 °C aproximadamente. En invierno se registran temperaturas inferiores a 0 y superiores a 35 °C en verano.
El régimen anual de precipitaciones es de aproximadamente 800 mm.